# Первый конкурс научных мегагрантов
Конкурсы научных мегагрантов Правительства РФ — открытый публичный конкурс, проводимый Правительством Российской Федерации с целью привлечения ведущих учёных в вузы России. Учреждён постановлением  Правительства РФ в 2010 году. О проведении конкурса было объявлено в июле 2010 года. Победители названы в октябре 2010 года. 
В первом конкурсе мегагрантов приняли участие 179 российских вузов и 512 учёных. На конкурс было подано 507 заявок. Изначально предполагалось, что победителей будет 80, но перед объявлением результатов стало известно, что принято решение распределить только половину грантов. Заявки были рассмотрены международными экспертами и утверждены Советом по грантам.
Каждый из победителей получил финансирование в размере около 150 миллионов рублей на создание лаборатории в одном из российских вузов. Сроки работ в рамках данной программы — 2010-2012 (фактически 2011-2012, так как финансирование было открыто только в декабре 2010).
По результатам двухлетней работы лабораторий было принято конкурсное решение о продлении финансирования на следующие два года. На продление было подано 37 заявок, 24 из которых был удовлетворены.
10.06.2020 Министерство науки и образования РФ объявило о начале приема заявок на новый восьмой конкурс мегагрантов. Они принимаются с 10 июня до 3 августа 2020 года. Мегагранты - часть национального проекта "Наука". .

## Результаты первого конкурса
По результатам конкурса было создано 39 научных коллективов. 
| Ведущий учёный                        | Научная область                                    | ВУЗ                                                                                          | Название лаборатории | Число публикаций лаборатории | Данные о продлении гранта на 2013-14 годы |
| ------------------------------------- | -------------------------------------------------- | -------------------------------------------------------------------------------------------- | --- | ---------------------------- | ----------------------------------------- |
| Агладзе, Константин Игоревич          | Биотехнологии                                      | Московский физико-технический институт                                                       | Наноконструирование мембранно-белковых комплексов для контроля физиологии клетки                                                                                     | н/д                          | Не продлён                                |
| Ахатов, Искандер Шаукатович           | Механика и процессы управления                     | Башкирский государственный университет (ныне Уфимский университет науки и технологий)        | Центр микро- и наномасштабной динамики дисперсных систем Архивная копия от 29 мая 2013 на Wayback Machine                                                            | 70 (за 2011)                 | Продлён                                   |
| Баракос Георгиос Н.                   | Механика и процессы управления                     | Казанский государственный технический университет им. А.Н. Туполева                          | Вычислительная гидромеханика, структурная механика и аэроупругость летательных аппаратов                                                                             | 15                           | Продлён                                   |
| Богомолов, Фёдор Алексеевич           | Математика                                         | ГУ ВШЭ                                                                                       | Лаборатория алгебраической геометрии и её приложений Архивная копия от 21 октября 2011 на Wayback Machine                                                            | 53+46 препринтов             | Продлён                                   |
| Виноградов Алексей Юрьевич            | Машиноведение                                      | Тольяттинский государственный университет                                                    | Физика прочности и интеллектуальных диагностических систем Архивная копия от 20 декабря 2014 на Wayback Machine                                                      |                              | Продлён                                   |
| Дитятев Александр Эдуардович          | Биология                                           | ННГУ им. Н. И. Лобачевского                                                                  | Лаборатория исследования внеклеточного матрикса мозга Архивная копия от 16 апреля 2021 на Wayback Machine                                                            | 9                            | Продлён                                   |
| Дубровин Борис Анатольевич            | Математика                                         | МГУ им. М. В. Ломоносова                                                                     | Лаборатория геометрических методов математической физики имени Н. Н. Боголюбова Архивная копия от 27 января 2013 на Wayback Machine                                  | 57                           | Продлён                                   |
| Животовский Борис Давидович           | Медицинские наука и технологии                     | МГУ им. М. В. Ломоносова                                                                     | Лаборатория исследования механизмов апоптоза | н/д                          | Не продлён                                |
| Захаров, Владимир Евгеньевич          | Физика                                             | Новосибирский государственный университет                                                    | Лаборатория нелинейных волновых процессов НГУ Архивная копия от 30 мая 2013 на Wayback Machine                                                                       | 30                           | Продлён                                   |
| Инглхарт, Рональд                     | Социология                                         | ГУ ВШЭ                                                                                       | Лаборатория сравнительных социальных исследований Архивная копия от 4 марта 2013 на Wayback Machine                                                                  | 111                          | Продлён                                   |
| Кабанов, Александр Викторович         | Химия                                              | МГУ им. М. В. Ломоносова                                                                     | Химический дизайн бионаноматериалов для медицинских применений Архивная копия от 18 сентября 2012 на Wayback Machine                                                 | 12                           | Продлён                                   |
| Кившарь Юрий Семенович                | Физика                                             | Санкт-Петербургский государственный университет информационных технологий, механики и оптики | Лаборатория "Метаматериалы" Архивная копия от 6 июля 2013 на Wayback Machine                                                                                         | 47                           | Продлён                                   |
| Колтерманн Клаус Петер                | Науки о Земле                                      | МГУ им. М. В. Ломоносова                                                                     | Лаборатория оценки природных рисков Архивная копия от 30 мая 2013 на Wayback Machine                                                                                 | 44                           | Продлён                                   |
| Кондрашов, Алексей Симонович          | Биология                                           | МГУ им. М. В. Ломоносова                                                                     | Лаборатория эволюционной геномики ФББ МГУ Архивная копия от 20 октября 2013 на Wayback Machine                                                                       | 30/30                        | Продлён                                   |
| Котелевцев Юрий Васильевич            | Медицинские наука и технологии                     | Пущинский государственный естественно-научный институт                                       | Модификация генома стволовых клеток | н/д                          | Заявка не подавалась                      |
| Крёнинг Ханс-Михаель Вильгельм Адольф | Атомная энергетика и ядерные технологии            | Томский политехнический университет                                                          | Международная научно-образовательная лаборатория неразрушающего контроля Архивная копия от 25 января 2013 на Wayback Machine                                         |                              | Не продлён                                |
| Кузьмин Леонид Сергеевич              | Радиоэлектроника                                   | Нижегородский государственный технический университет им.Р.Е.Алексеева                       | Лаборатория криогенной наноэлектроники |                              | Продлён                                   |
| Лукьянов, Сергей Анатольевич          | Биотехнологии                                      | Нижегородская государственная медицинская академия                                           | Научная лаборатория флуоресцентного биоимиджинга | 6                            | Продлён                                   |
| Малахов, Владимир Васильевич          | Биология                                           | Дальневосточный федеральный университет                                                      | Межфакультетская лаборатория «Биология морских беспозвоночных» Архивная копия от 25 марта 2013 на Wayback Machine                                                    | 6/1                          | Продлён                                   |
| Моисеенко Татьяна Ивановна            | Экология                                           | Тюменский государственный университет                                                        | Лаборатория качества вод, устойчивости водных экосистем и экотоксикологии Архивная копия от 22 января 2013 на Wayback Machine                                        |                              | Не продлён                                |
| Мурад, Ферид                          | Медицинские наука и технологии                     | Московский государственный медико-стоматологический университет                              | лаборатория не создана |                              | Заявка не подавалась                      |
| Муру, Жерар                           | Физика                                             | ННГУ им. Н. И. Лобачевского                                                                  | Лаборатория экстремальных световых полей Архивная копия от 24 января 2013 на Wayback Machine                                                                         |                              | Продлён                                   |
| Никитов, Сергей Аполлонович           | Радиоэлектроника                                   | Саратовский государственный университет имени Н. Г. Чернышевского                            | Метаматериалы Архивная копия от 19 февраля 2013 на Wayback Machine                                                                                                   | 44                           | Продлён                                   |
| Оберст Йорген                         | Космические исследования и технологии              | Московский государственный университет геодезии и картографии                                | | -                            | Не продлён                                |
| Павлов Георгий Георгиевич             | Астрономия и астрофизика                           | Санкт-Петербургский государственный политехнический университет                              | Межфакультетская научная лаборатория астрофизики объектов с экстремальным энерговыделением                                                                           | 81                           | Не продлён                                |
| Палеари Альберто Мария Феличе         | Науки о материалах                                 | Российский химико-технологический университет имени Д. И. Менделеева                         | Международная лаборатория функциональных материалов на основе стекла имени академика П.Д. Саркисова                                                                  |                              | Продлён                                   |
| Певзнер, Павел Аркадьевич             | Информационные технологии и вычислительные системы | Санкт-Петербургский Академический университет                                                | Лаборатория алгоритмической биологии Архивная копия от 2 февраля 2013 на Wayback Machine                                                                             |                              | Продлён                                   |
| Пентковский, Владимир Мстиславович    | Информационные технологии и вычислительные системы | Московский физико-технический институт                                                       | Лаборатория суперкомпьютерных технологий для биомедицины, фармакологии и малоразмерных структур                                                                      | 6                            | Продлён                                   |
| Сински, Энтони Джон                   | Биотехнологии                                      | Сибирский федеральный университет                                                            | Биотехнологии новых биоматериалов Архивная копия от 28 марта 2013 на Wayback Machine                                                                                 | 68                           | Продлён                                   |
| Слот, Петер                           | Информационные технологии и вычислительные системы | Санкт-Петербургский государственный университет информационных технологий, механики и оптики | Лаборатория перспективных вычислительных технологий Архивировано 15 марта 2013 года.                                                                                 | 42                           | Продлён                                   |
| Смирнов, Станислав Константинович     | Математика                                         | Санкт-Петербургский государственный университет                                              | Исследовательская лаборатория имени П.Л.Чебышева Архивная копия от 11 января 2016 на Wayback Machine                                                                 |                              | Продлён                                   |
| Студитский, Василий Михайлович        | Биология                                           | МГУ им. М. В. Ломоносова                                                                     | Лаборатория регуляции, транскрипции и репликации Архивная копия от 15 мая 2021 на Wayback Machine                                                                    |                              | Не продлён                                |
| Тиде Йорн                             | Науки о Земле                                      | Санкт-Петербургский государственный университет                                              | Научная лаборатория геоморфологическх и палеогеографических исследований полярных регионов и Мирового океана СПбГУ Архивная копия от 2 марта 2013 на Wayback Machine | 16                           | Не продлён                                |
| Торстейнн Инги Сигфуссон              | Энергетика,энергоэффективность и энергосбережение  | Национальный исследовательский Томский политехнический университет                           | Международная научно-образовательная лаборатория технологии водородной энергетики                                                                                    | н/д                          | Не продлён                                |
| Трещев, Дмитрий Валерьевич            | Механика и процессы управления                     | Удмуртский государственный университет                                                       | Лаборатория нелинейного анализа и конструирования новых средств передвижения Архивная копия от 23 июля 2013 на Wayback Machine                                       | 143                          | Не продлён                                |
| Тумм Манфред Каспар Андреас           | Физика                                             | Новосибирский государственный университет                                                    | Лаборатория перспективных исследований по миллиметровому и терагерцовому излучению Архивная копия от 13 ноября 2013 на Wayback Machine                               |                              | Не продлён                                |
| Хорст Вольфганг Лёб                   | Космические исследования и технологии              | Московский авиационный институт                                                              | Лаборатория высокочастотных ионных двигателей |                              | Продлён                                   |
| Чулков-Савкин Евгений Владимирович    | Науки о материалах                                 | Томский государственный университет                                                          | Лаборатория наноструктурных поверхностей и покрытий Архивная копия от 4 марта 2016 на Wayback Machine                                                                | 6                            | Не продлён                                |
| Чумаков Петр Михайлович               | Медицинские наука и технологии                     | Новосибирский государственный университет                                                    | Лаборатория микробиологии и вирусологии Архивная копия от 30 марта 2013 на Wayback Machine                                                                           | 6                            | Не продлён                                |
| Шульце Эрнст-Детлеф                   | Экология                                           | Сибирский федеральный университет                                                            | Биогеохимия экосистем Евразии | н/д                          | Не продлён                                |